# Kirasur, Hungund
Kirasur là một làng thuộc tehsil Hungund, huyện Bagalkot, bang Karnataka, Ấn Độ.